# کافرتپه استینوا
کافرتپه استینوا در شهرستان بندر گز، ۱ کیلومتری شمال غرب روستای استینوا واقع شده و این اثر در تاریخ ۱۱ مهر ۱۳۸۳ با شمارهٔ ثبت ۱۱۱۹۰ به‌عنوان یکی از آثار ملی ایران به ثبت رسیده است.